# Helen Berman
Helen Julia Berman, hebräisch הלן ברמן, (* 6. April 1936 in Amsterdam als Hélène Julia Cohen) ist eine niederländische-israelische Künstlerin. Ihr Stil variiert zwischen realistischem Impressionismus und lyrisch-abstraktem Expressionismus. Sie hat in Israel, Deutschland und den Niederlanden ausgestellt.
Helen Berman wurde in Amsterdam geboren und überlebte als Kind den Holocaust. Sie studierte von 1956 bis 1960 an der Akademie für Industriedesign in Eindhoven bei Kees Bol und Jan Gregoor und wurde dort zur Textilentwerferin ausgebildet. Darüber hinaus nahm sie an ihrer Akademie Kurse in den freien Künsten. 1960 diplomiert, entwarf Berman Gewebe für einige Unternehmen. Mehrere ihrer Entwürfe erhielten Preise und Publikationen in der Fachpresse.
1972 bis 1974 studierte sie am Merwede College in Dordrecht beim niederländischen Künstler Thierry Veltman. 1978 immigrierte Berman nach Israel, wo sie die Verfeinerung ihrer Kunst fortsetzte. Während der Dekade ihres Wohnsitzes in Jaffa war Berman ein aktiver Teil der lokalen Künstlergemeinschaft und ein Mitglied des israelischen Maler- und Bildhauervereins. 

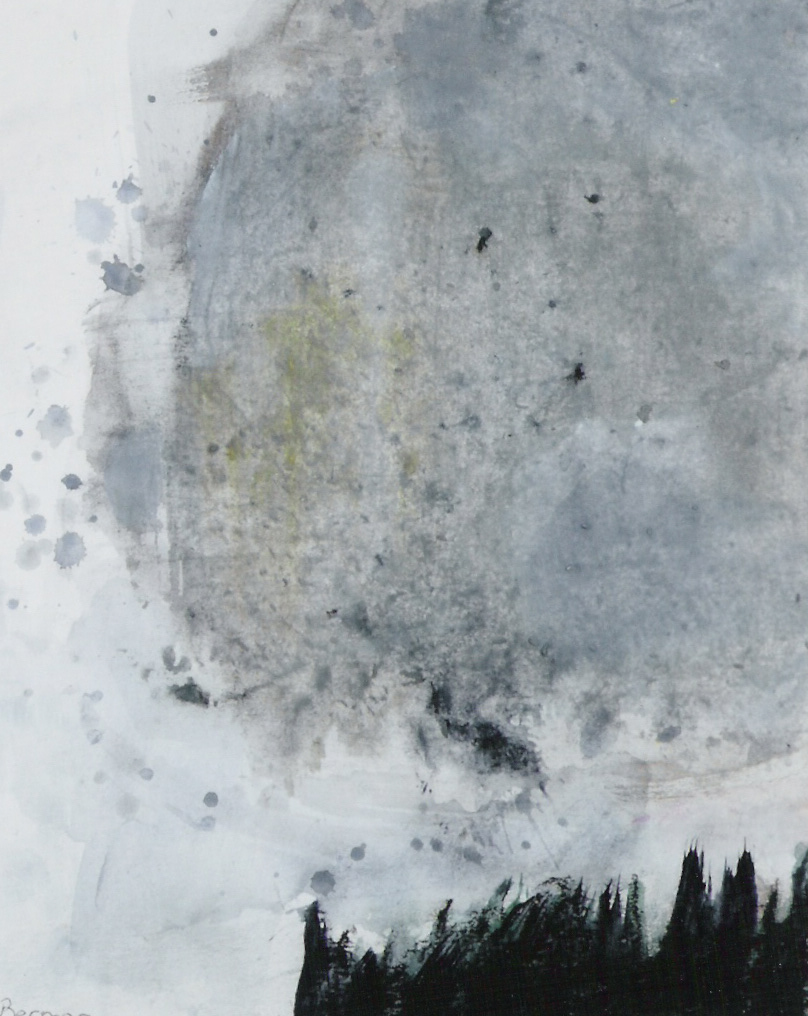
Grijze zon (Graue Sonne), 1997

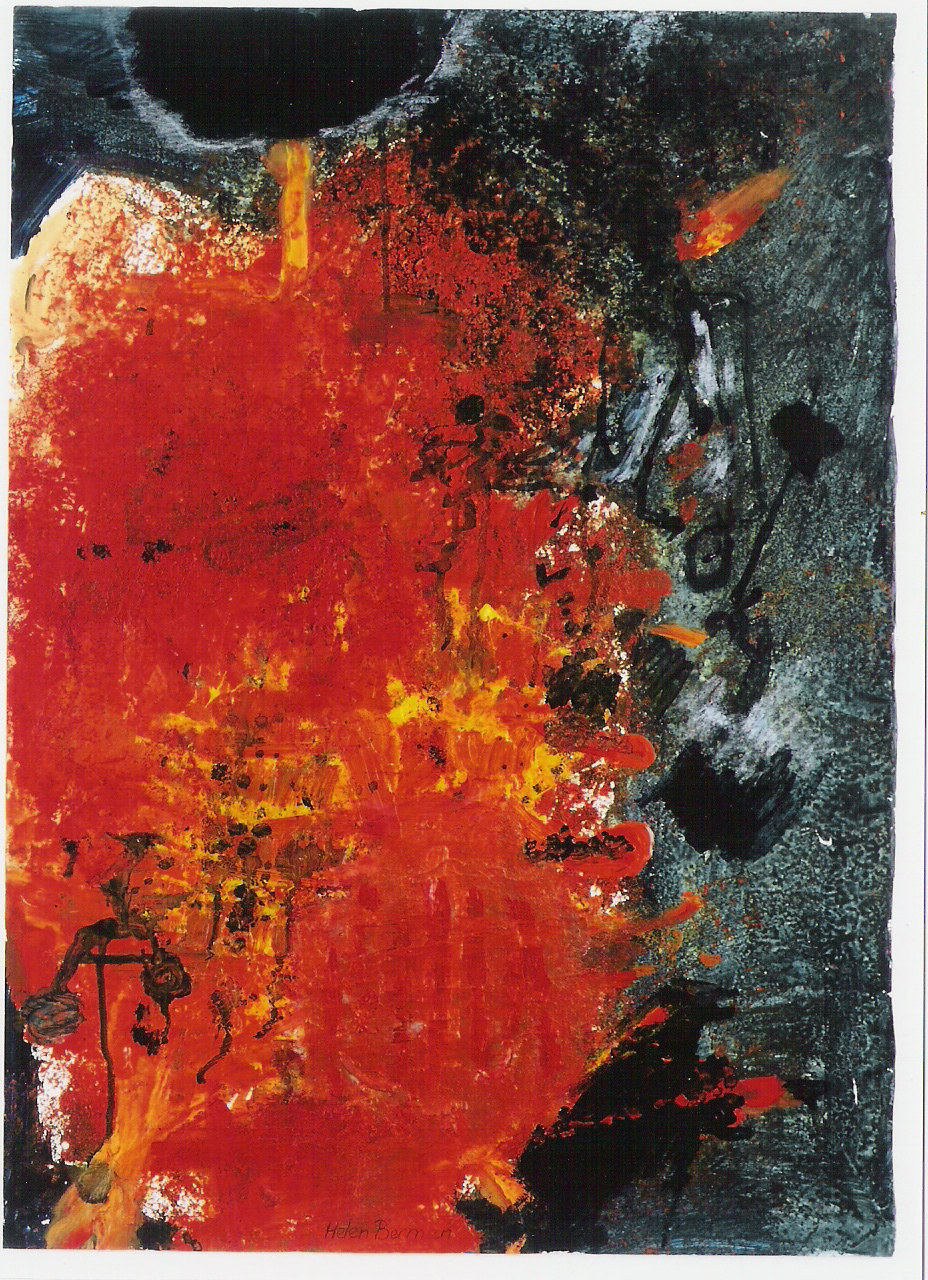
Figuur (Figur), 1995

Helen Berman lebt in Tel Mond.

## Soloausstellungen
- 1983 Itziks Galerie, Beʾer Scheva, Israel
- 1990 Galerie Amalia Arbel, Rischon LeZion, Israel
- 1996 Maler- und Bildhauerverein, Tel Aviv, Israel
- 1997 Schwing Residenz, Künstlerviertel, Jaffa, Israel
- 2000 Elah Zentrum, Bet Pninat Ayalon, Tel Aviv, Israel
- 2003 Maler- und Bildhauerverein, Tel Aviv, Israel
- 2004 Galerie Le Relais, Baden-Baden, Deutschland
- 2006 Residenz Bären, Baden-Baden, Deutschland
- 2008 Elah Zentrum, Bet Pninat Ayalon, Tel Aviv, Israel

## Gruppenausstellungen
- 1972 De Schoof, Hendrik-Ido-Ambacht, Niederlande
- 1979 Jugendkunstzentrum, Beʾer Scheva, Israel
- 1984 Technologie, Rathaus, Beʾer Scheva, Israel
- 1989 Lass die Tiere leben, Galerie 13½, Jaffa, Israel
- 1991 Neue Gesichter, Maler- und Bildhauerverein, Tel Aviv, Israel
- 1998 Festive Früchte, Kulturzentrum, Tel Mond, Israel
- 2003 Genesis, Kulturhalle, Or Akiva, Israel
- 2004 Niederländische Tage, Castra Kunstzentrum, Haifa, Israel
- 2007 Open Park, Maler- und Bildhauerverein, Tel Aviv, Israel[6][7]